# Dr. Strangelove or: How I Learned to Stop Worrying and Love the Bomb
Dr. Strangelove or: How I Learned to Stop Worrying and Love the Bomb (Nederlandse bioscooptitel: Dr. Vreemdelust of: Hoe ik mijn twijfel overwon en de Bom leerde liefhebben; Vlaamse bioscooptitel: Dr. Vreemdeliefde) is een film van regisseur Stanley Kubrick uit 1964. Het scenario is gebaseerd op de roman Red Alert die de ondergang van de wereld beschrijft: de Amerikaanse president maakt een fout die een kernoorlog tussen de Sovjet-Unie en de Verenigde Staten uitlokt.
Kubrick was aanvankelijk van plan om er, net zoals in de roman, een ernstige politieke thriller van te maken. Gaandeweg bedacht hij dat het een satire moest worden; vol zwarte humor, waanzinnige personages en humoristische scènes.
Hiermee ging hij in tegen de toen heersende trend om politieke thrillers te maken die inspeelden op de angsten voor de Koude Oorlog zoals sommige James Bondfilms of films uit de Harry Palmer-reeks. Kubrick dacht dat een politiek standpunt hierover beter aankwam als hij humor gebruikte. Iets dergelijks had Charlie Chaplin gedaan, die met The Great Dictator een satire over Adolf Hitler maakte.

## Verhaal

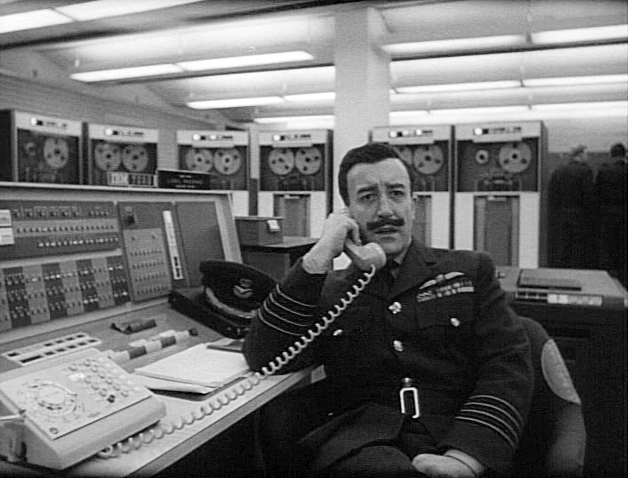
Peter Sellers als de Britse kapitein Lionel Mandrake

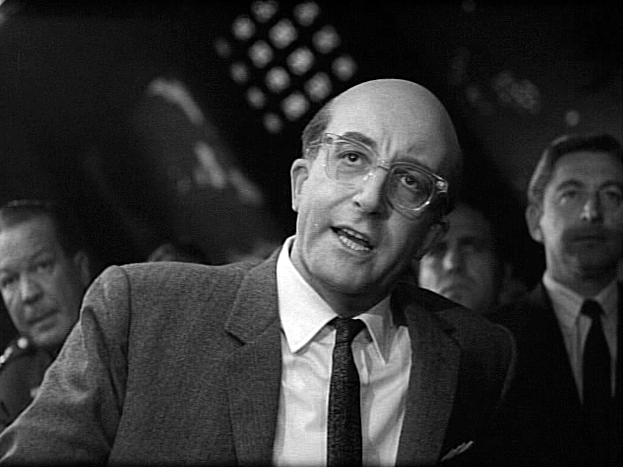
Peter Sellers als president Merklin Muffley

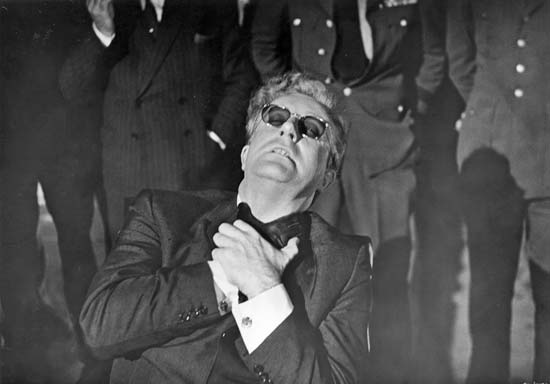
Peter Sellers als de Duitse geleerde Dr. Strangelove

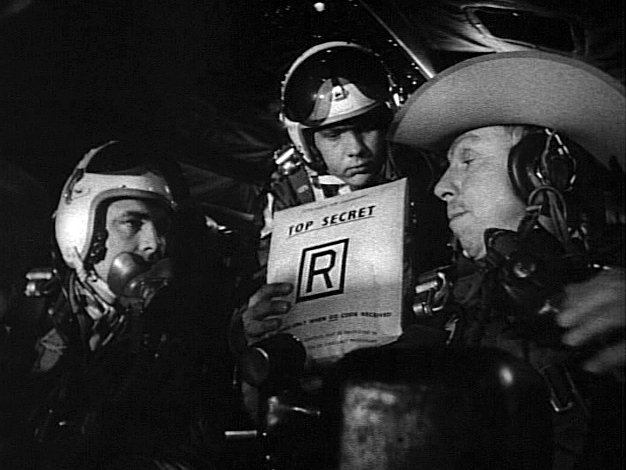
De bemanning van de bommenwerper opent de omslag met de doelen voor hun atoombommen

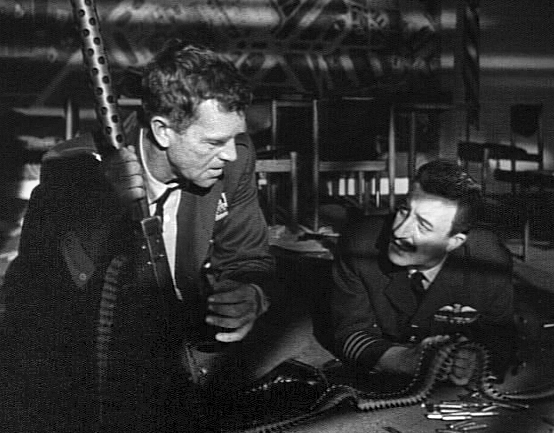
Sterling Hayden als generaal Jack D. Ripper en kapitein Lionel Mandrake hebben zich verschanst

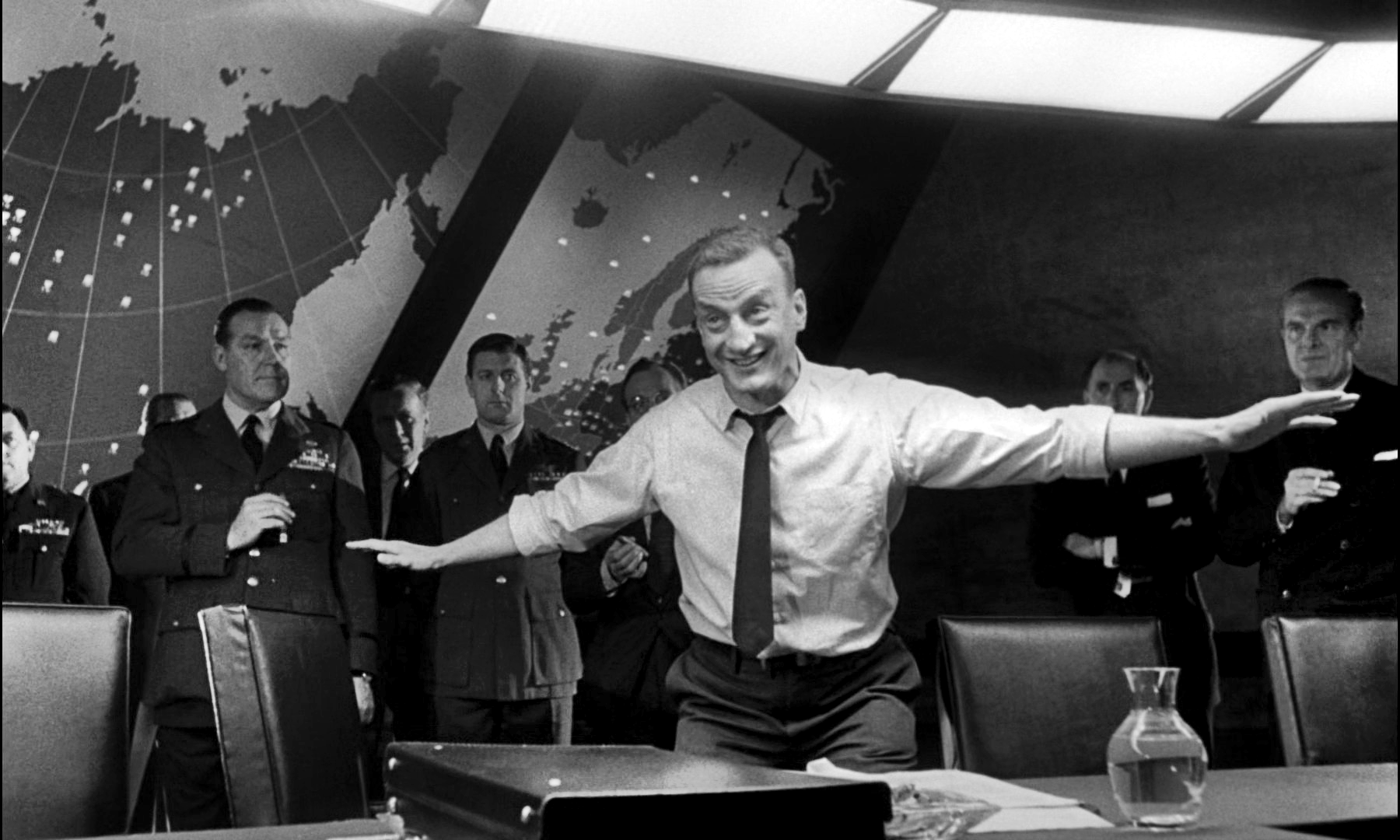
George C. Scott als generaal Buck Turgidson legt in de war room uit, hoe een laagvliegende bommenwerper door de luchtafweer glipt

Het verhaal begint met de Amerikaanse generaal Jack D. Ripper die denkt dat overal in de Amerikaanse samenleving communisten zijn geïnfiltreerd. Zijn eigen impotentie wijt hij aan fluoridering van het water, volgens hem een complot om de Amerikanen te beroven van hun 'levenssappen'. Volgens hem kan er dan ook ieder moment een oorlog uitbreken en dus besluit hij de communisten een stap voor te zijn: op eigen houtje en zonder toestemming van de president besluit hij de Sovjet-Unie aan te vallen.
Hij geeft 34 patrouillerende atoombommenwerpers onder zijn bevel het signaal dat zij hun doelen moeten bombarderen; het geïsoleerde wereldje van de goed getrainde bemanning van zo'n bommenwerper komt uitvoerig aan de orde. Vervolgens breekt op het Pentagon paniek uit: niemand anders dan Jack D. Ripper had als enige de codes om de bommenwerpers terug te roepen, maar die heeft inmiddels zelfmoord gepleegd bij een poging hem te arresteren.
Hoe moet de president uitleggen aan de Sovjetleiders dat hun land per ongeluk wordt gebombardeerd? Daarbij krijgt hij te maken met generaals in zijn omgeving die, nu er eenmaal een deel van de kernmacht is ingezet, een preventieve totale aanval op de Russen eigenlijk wel een goed idee vinden en het verlies van miljoenen Amerikaanse levens, als de Sovjets hun overgebleven wapens afvuren, zien als een 'aanvaardbaar risico'.
De Russische ambassadeur verschijnt in het Pentagon met een verrassende mededeling, die eigenlijk pas op het volgende partijcongres gedaan had moeten worden: als het grondgebied van de Sovjet-Unie wordt aangevallen treedt automatisch en onomkeerbaar een doomsday device in werking. Deze machine, ontworpen om redenen van defensiebezuinigingen, zal binnen tien maanden al het leven van de aardbodem wegvagen. Het Pentagon geeft de posities van de bommenwerpers door aan de Sovjet-luchtmacht, zodat ze tijdig neergeschoten kunnen worden, op één na. De Russische luchtafweer heeft dit toestel bovendien zo beschadigd dat communicatie onmogelijk geworden is.
Dan wordt Dr. Strangelove om raad gevraagd en hij weet een positieve draai aan het drama te geven. Deze geleerde, die klaarblijkelijk van oorsprong een nazi is en eigenlijk Merkwürdigliebe heette, alvorens na de Tweede Wereldoorlog voor de Amerikanen te gaan werken, vindt het helemaal niet erg als de beide grootmachten met elkaar oorlog voeren. Hij voorziet het ontstaan van een nieuwe wereldorde als na 100 jaar de radioactieve fall-out is uitgewerkt en de nakomelingen van de overlevende elite de aarde weer gaan bevolken. Deze elite, waaronder natuurlijk alle aanwezigen in de War Room, moet zich dan wel terugtrekken in mijnschachten diep onder de grond om daar de komst van de Nieuwe Mens voor te bereiden. Elke man in de groep heeft in deze toekomstvisie de beschikking over tien jonge, knappe en vooral vruchtbare vrouwen.
Hij wordt echter onderbroken in zijn betoog, omdat de bemanning van de enige overgebleven bommenwerper, ondanks technische problemen en dankzij veel inventiviteit toch haar orders heeft kunnen uitvoeren en de bom op een doel gegooid heeft. Onder begeleiding van Vera Lynns We'll Meet Again gaan wereldwijd overal atoombommen af en gaat de aarde ten onder.

## Rolverdeling
| Acteur           | Personage                                                                        |
| ---------------- | -------------------------------------------------------------------------------- |
| Peter Sellers    | Group Captain (G/C) Lionel Mandrake / President Merkin Muffley / Dr. Strangelove |
| George C. Scott  | Generaal 'Buck' Turgidson                                                        |
| Sterling Hayden  | Brig. Generaal Jack D. Ripper                                                    |
| Keenan Wynn      | Kolonel 'Bat' Guano                                                              |
| Slim Pickens     | Majoor T.J. 'King' Kong                                                          |
| Peter Bull       | Russische ambassadeur Alexi de Sadesky                                           |
| James Earl Jones | Luitenant Lothar Zogg                                                            |
| Tracy Reed       | Miss Scott                                                                       |
| Jack Creley      | Mr. Staines                                                                      |
| Frank Berry      | Luitenant H.R. Dietrich                                                          |
| Robert O'Neil    | Admiraal Randolph                                                                |
| Glenn Beck       | Luitenant W.D. Kivel                                                             |
| Roy Stephens     | Frank                                                                            |
| Shane Rimmer     | Kapitein G.A. 'Ace' Owens                                                        |
| Hal Galili       | Burpelson AFB Defense teamlid                                                    |
| Paul Tamarin     | Luitenant B. Goldberg                                                            |
| Laurence Herder  | Burpelson AFB Defense teamlid                                                    |
| Gordon Tanner    | Generaal Faceman                                                                 |
| John McCarthy    | Burpelson AFB Defense teamlid                                                    |

## Trivia
- In het scenario van Terry Southern had Muffley een ernstige verkoudheid. Dit werd zó grappig gespeeld door Peter Sellers dat de rest van de acteurs voortdurend in lachen uitbarstte. Daarop besloot Kubrick dat Sellers deze rol dan maar serieus moest spelen, daarmee de rest van de acteurs de kans gevend om volledig gestoorde rollen neer te zetten.
- De fotografische wandversiering in het kantoor van Generaal Ripper moet Burpelson Airforce Base voorstellen, maar het is feitelijk een luchtfoto van luchthaven Heathrow in Londen.
- In de film struikelt en valt generaal Turgidson (gespeeld door George C. Scott). Deze val was echt, maar Kubrick vond het bij de rol passen dus liet hij het in de film.
- Het idee voor het einde van de film (waar zangeres Vera Lynn "We'll Meet Again" zingt over een serie kernexplosies) is afkomstig van Spike Milligan, die samen met Peter Sellers onderdeel uitmaakte van de komische radio-serie The Goon Show.
- Dr. Strangelove lijdt schijnbaar aan "ideatorische apraxie" (ook bekend onder de naam "alien-handsyndroom"), een bestaande neurologische aandoening die veroorzaakt kan worden door een herseninfarct of een andere vorm van hersenbeschadiging in het corpus callosum (hersenbalk). Onderzoekers aan de universiteit van Aberdeen die de aandoening identificeerden noemden het "Dr. Strangelove-syndroom." Volgens professor Sergio Della Sala gedragen patiënten zich precies zoals Dr. Strangelove, ze slaan met hun hand en merken op dat hun hand een eigen wil heeft. De arm van Strangelove is blijkbaar nog steeds 'geprogrammeerd' in het brengen van de Hitlergroet, hetgeen de kijkers meteen laat weten waar de krankzinnige Duitse geleerde (oorspronkelijke naam "Merkwürdigeliebe") zijn 'roots' heeft. Daarnaast spreekt de dokter de Amerikaanse president een paar keer abusievelijk aan met "Mein Führer".
- De film is gebaseerd op de roman Red Alert van Peter George, een originele en spannende thriller over de mogelijkheid van een onopzettelijke kernoorlog. Stanley Kubrick vond een aantal scènes erg grappig terwijl hij bezig was met het scenario. Met behulp van Terry Southern boog hij het verhaal om tot een satire. Tot de veranderingen behoorden de toevoeging van Dr. Strangelove zelf. Ook gaf hij de overige karakters ironisch bedoelde namen als Turgidson ("turgid" = opgeblazen, opgezwollen), Kissoff, kolonel 'Bat' Guano (= vleermuispoep), DeSadesky (Markies de Sade, waar de term "sadisme" vandaan komt) en Merkin Muffley (een merkin was in vroeger tijden een pruik voor de schaamstreek, muff is Engels slang voor een sterk behaarde vagina)
- De film is het debuut van acteur James Earl Jones (bekend als de stem van Darth Vader uit de Star Wars-serie).
- Sellers zou oorspronkelijk ook de rol van Majoor T.J. "King" Kong spelen maar kreeg het accent niet onder de knie.
- Tussen de opnames door speelde Stanley Kubrick schaak met George C. Scott. Omdat Kubrick won van Scott (die bekendstond als een goede schaker) steeg Kubrick in Scotts achting. Dit had tevens een positieve invloed op de samenwerking: Scott stond bekend als een moeilijk mens.
- Acteur Peter Bull die de rol van serieuze Sovjet-ambassadeur speelt kon tijdens een bepaalde scène zijn lachen niet inhouden. Dit is te zien vlak voordat het shot ophoudt in de scène waarin hij samen met de anderen achter Dr. Strangelove staat.
- De handschoen die Peter Sellers draagt in zijn rol van Strangelove is van Kubrick. Deze gebruikte de handschoen wanneer hij de hete filmlampen bediende. Sellers vond de handschoenen er wel sinister uitzien, daarom droeg Strangelove de handschoen aan zijn rechterhand - de hand die hij niet onder controle had.
- Werktitels van de film waren The Edge of Doom en The Delicate Balance of Terror.
- Omdat John F. Kennedy werd vermoord, werd de première die stond gepland voor december 1963 uitgesteld tot januari 1964.
- Majoor T.J. "King" Kongs commentaar op de noodrantsoenen was oorspronkelijk ...A fellow can have a pretty good weekend in Dallas with all that stuff. Na de moord op Kennedy (die in Dallas plaatsvond) veranderde Kubrick dat in Vegas.
- De film heeft slechts één vrouwelijk personage: Miss Scott (Tracy Reed).
- De beroemde scène waarin majoor T.J. "King" Kong als een rodeo-rijder op de bom zit terwijl deze wordt afgeworpen is "geleend" van een aflevering van Tom Corbett, Space Cadet, een televisieserie uit de jaren 50.
- Het door majoor Kong te bombarderen ICBM-complex bevindt zich in Laputa. In het boek Gullivers reizen (1726) van Jonathan Swift is Laputa (Spaans voor "de hoer") een plek waar karikaturale geleerden wonen.
- Het decor voor de War Room in het Pentagon is ontworpen door Ken Adam.
- Het interieur van de bommenwerper moest door de decorbouwers worden verzonnen. De luchtmacht wilde vanwege geheimhouding niet meewerken. Ingewijden vonden het resultaat naderhand zeer overtuigend.
- Het budget voor de film was niet erg groot, en ongeveer de helft, ongeveer een miljoen dollar, ging op aan honorarium voor Peter Sellers.[2]

## Citaten
- Gentlemen, you can't fight in here. This is the War Room!
- Fluoridation is the most monstrously conceived and dangerous communist plot we have ever had to face.
- I think the auto-destruct mechanism got hit and blew itself up.